# Труба Красникова
Труба Красникова — гипотетическое устройство для космических путешествий с искривлением пространства-времени. Идея была предложена Сергеем Красниковым в 1995 году.

## Структура
Труба Красникова является искривлением пространства-времени, которое может быть искусственно создано (с помощью гипотетических технологий) при движении с релятивистскими скоростями. Труба Красникова позволяет осуществлять возвращение путешественника обратно точно в то же время, из которого он начал путешествие. Такая искусственная труба протяжённостью несколько световых лет может, вероятно, составлять мегаструктуру, построенную не из материи, а созданную за счёт искривления пространства-времени.

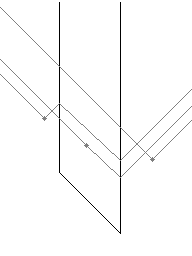
Диаграмма пространства-времени, демонстрирующая причинно-следственную структуру трубы Красникова;U-образная линия является границей трубки, а диагональные линии представляют световые конусы точек.

Для экспериментального подтверждения необходимо, чтобы путешественник двигался вдоль трубы со скоростью, близкой к скорости света.

## Нарушения причинности

### Случай одной трубы
Красников утверждает, что труба не может нарушать принцип причинности (то есть причина всегда должна предшествовать следствию во всех системах координат и вдоль всех пространственно-временных путей), потому что все точки траектории движения всегда разделены времениподобными интервалами (в алгебраических терминах, {\displaystyle c^{2}dt^{2}} всегда больше, чем {\displaystyle dx^{2}+dy^{2}+dz^{2}}). Это означает, например, что сообщение, отправленное со скоростью света вдоль трубы Красникова, не может быть использовано для подачи обратных сигналов.

### Случай двух труб
Сотрудники университета Тафтса А.Эверетт и Т.Роман высказали точку зрения, что две трубы Красникова, направленные в противоположные стороны, могут создать замкнутую времениподобную кривую, с возможным нарушением причинности.
Предположим, что две трубы Красникова соединяют Землю со звездой, удаленной на 3000 световых лет. Астронавты совершают перелёт до этой звезды по трубе I с релятивистскими скоростями, и их путешествие займет всего 1,5 года по их собственному времени. Обратный путь они совершают не через трубу I, а через трубу II, и прибудут на Землю ещё через 1,5 года по их собственному времени, но на Земле к тому моменту пройдёт уже 6000 лет. Но теперь, когда две трубы Красникова на месте, астронавты из будущего могут путешествовать к звезде по трубе II, а на Землю по трубе I и прибудут за 6000 лет до своего вылета. Таким образом, система труб Красникова становится машиной времени.
В 1993 году профессор Веллингтонского университета Мэтт Виссер отметил, что два входа в «кротовые норы» с наведённой разницей во времени не могут быть объединены без возникновения квантового поля и гравитационных эффектов, которые приведут к коллапсу либо отталкиванию «кротовых нор» друг от друга. Было высказано предположение, что аналогичный механизм уничтожит машину времени трубы Красникова, иными словами, вакуумные флуктуации будут нарастать в геометрической прогрессии, приближаясь в пределе к времениподобной кривой и в конечном итоге разрушая вторую трубу Красникова.